# Slănic-Moldova
Slănic-Moldova là một thị xã thuộc hạt Bacău, România. Dân số thời điểm năm 2002 là 5017 người.